# Максимовское сельское поселение (Приморский край)
Максимовское сельское поселение — сельское поселение в Тернейском районе Приморского края.
Административный центр — село Максимовка.

## История
Статус и границы сельского поселения установлены Законом Приморского края от 6 августа 2004 года № 133-КЗ «О Тернейском муниципальном районе».

## Население
| 2006 | 2010 | 2011 | 2012 | 2013 | 2014 | 2015 |
| ---- | ---- | ---- | ---- | ---- | ---- | ---- |
| 240  | ↘217 | ↘216 | ↘202 | ↘199 | ↘192 | ↘180 |
| 2016 | 2017 | 2018 | 2019 | 2020 |      |      |
| ↘179 | ↘167 | →167 | ↘155 | ↘154 |      |      |

## Состав сельского поселения
В состав сельского поселения входит один населённый пункт — село Максимовка.

## Местное самоуправление
Глава администрации: Пугин Иван Иванович (Вы тут теперь не глава!!!)
Адрес: 692163, с. Максимовка, ул. Лесная, 2 
Телефон: 8 (42374) 35-6-10